# Aurora von Königsmarck
Maria Aurora von Königsmarck vagy Maria Aurora Königsmark, (Stade, 1662. április 28. – Quedlinburg, 1728. február 16.), svéd–német grófnő, irodalmár, író, költő, zenész, librettista, udvari amatőr színjátszó. 1694–1696 között I. Frigyes Ágost szász választófejedelem hivatalos kegyencnője (maîtresse), Szász Móric gróf édesanyja. 1704–1718 között a quedlinburgi evangélikus apátság főapátnője.

## Élete

### Származása
Az ősi altmarki eredetű Königsmarck (Königsmark) grófi családból származott. Édesapja Kurt (Conrad) Christoph von Königsmarck gróf (1634–1673) volt, a svéd király szolgálatában álló katonatiszt, államférfi, svéd hadfelszerelési miniszter, Hans Christoph von Königsmarck gróf (1600–1663) svéd tábornagy és a mecklenburgi Agathe von Leesten (Lehsten, † 1671) bárónő fia, Otto Wilhelm von Königsmarck (1639–1688) tábornok, velencei hadvezér testvéröccse.
Édesanyja Maria Christine von Wrangel (Maria Kristina Wrangel) grófkisasszony (1638–1691) volt, Hermann von Wrangel gróf tábornagynak (1587–1643), Livónia svéd katonai kormányzójának és első feleségének, Amalie Magdalena zu Nassau (1613–1669) hercegnőnek leánya. Anyjának féltestvére volt (Hermann gróf harmadik házasságából) Carl Gustaf Wrangel (1613–1676), Salmis és Sölvesborg grófja, svéd tábornagy, a harmincéves háború, az 1655–60-as északi háború és a svéd–brandenburgi háború jeles hadvezére. 
Szülei házasságából négy testvér született:
- Hans Karl (Carl Johan) von Königsmarck (1659–1686) svéd gróf, kalandor, a Máltai lovagrend tagja, II. Károly angol király kíséretének tagja. 1682-ben bérgyilkosokkal megölette Thomas Thynne-t, Bath őrgrófját, akinek feleségére, a gazdag Lady Elizabeth Seymourra, Percy bárónőjére szemet vetett. Kiutasították Angliából. Francia, majd velencei szolgálatba állt, a moreai háborúban halt meg.
- Maria Aurora grófnő (1662–1728), Erős Ágost szász választófejedelem hivatalos szeretője, majd apátnő Quedlinburgban.
- Amalie Wilhelmine grófnő (1663–1740), amatőr színész és festőművész, aki 1689-ben a svéd Carl Gustaf Lewenhaupthoz (Carl Gustav von Löwenhaupt, 1662–1703), Falkenstein grófjához, szász tábornokhoz és hadügyminiszterhez ment feleségül. Fiuk, Charles Emil Lewenhaupt (1691–1743) svéd tábornok és hadvezér.
- Philipp Christoph gróf (1665–1694), a hannoveri fejedelmi testőrség ezredese, Sophie Dorothea von Braunschweig-Lüneburg trónörökös hercegné szeretője, akit 1694. július 2-án a hannoveri fejedelmi palotában láttak utoljára.[4]

### Ifjúsága

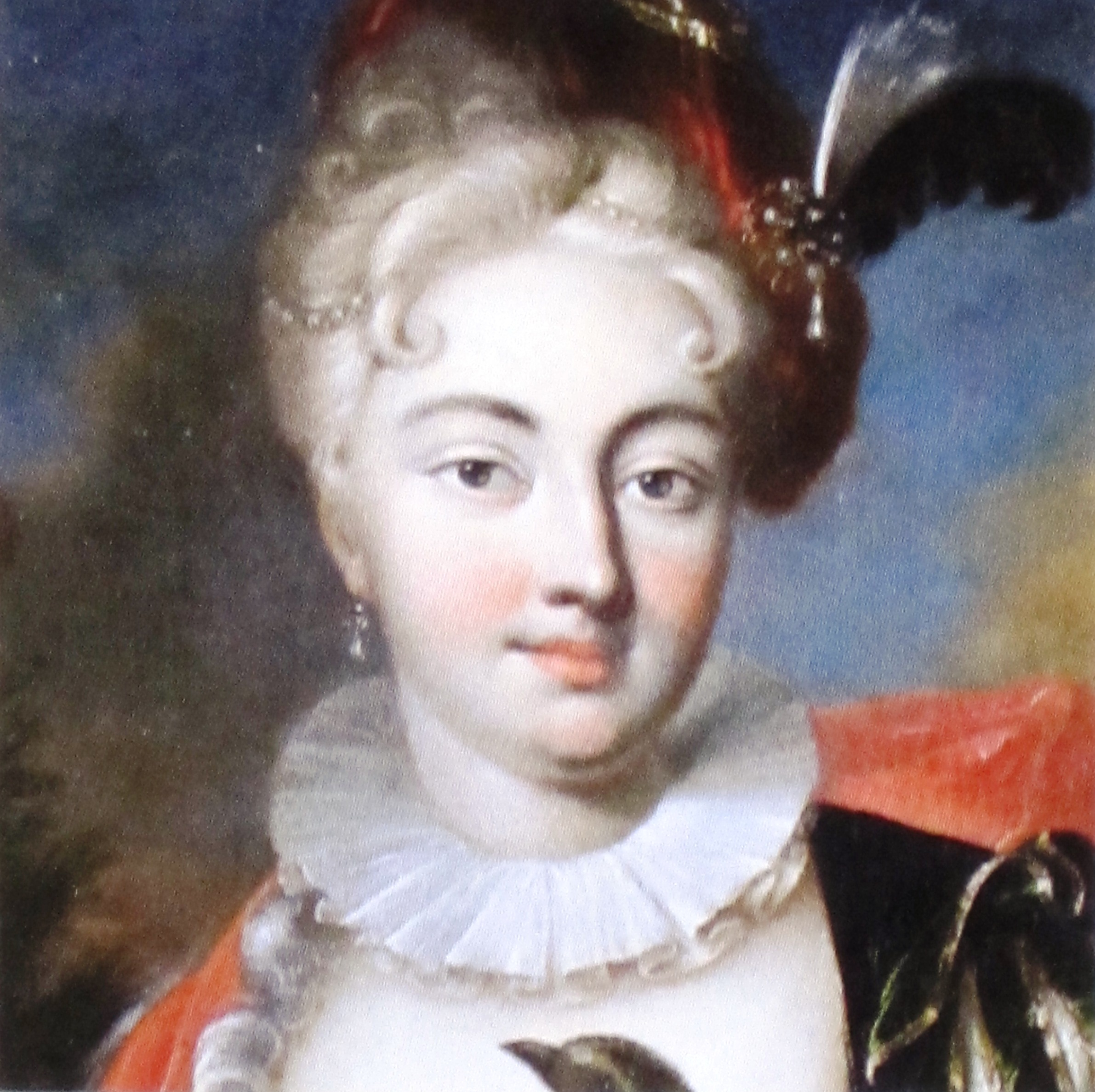
Az ifjú Maria Aurora

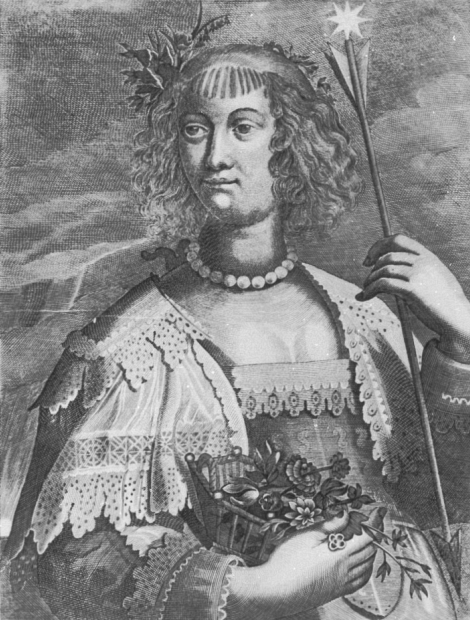
Aurora a színpadon

Gyermekkorának java részét Aurora az agathenburgi Königsmarck-kastélyban töltötte (Alsó-Szászország északi részén, Stade közelében). 1673-ban apja Bonn ostrománál életét vesztette, ezután anyja, az özvegy grófné Stockholmba költözött ifjabb gyermekeivel együtt. Aurora tizenöt éves korától kezdve anyját kísérve végiglátogatta a németországi és svédországi főúri udvarokat.
A svéd királyi udvarban a Dániai Ulrika Eleonóra trónörökös hercegné (1680-tól királyné) védnöksége alatt amatőr színház működött, amelyben Aurora és húga, Amalie is lelkesen részt vett. 1683/84 telén az arisztokrata hölgyekből álló társulat Svédországban elsőként adta elő Racine Iphigeneia c. drámáját. Johanna Eleonora De la Gardie játszotta Iphigeneiát, Amalia von Königsmarck Akhilleuszt, Aurora von Königsmarck Klütaimnésztrát, Augusta Wrangel (Carl Gustaf Wrangel tábornagy legkisebb leánya) Agamemnónt, Ebba Maria De la Gardie Eriphilészt. (A De la Gardie lányok a Königsmarck lányok unokanővérei voltak). Svédországban ez volt az első tisztán női színészekkel előadott színmű, a francia klasszicista irodalom első jelentős bemutatója. Aurora von Köngsmarck tagja volt a Sophia Elisabet Brenner svéd költő és írónő irodalmi szalonjában összegyűlő értelmiségi csoportnak is.
Igen művelt, sokoldalúan képzett hölgy volt, több nyelven beszélt, virtuóz módon játszott lanton és viola da gambán. Irodalmi szövegeket is írt, kantátákhoz és szerelmes dalokhoz. Opera-szövegkönyvei közül kiemelkedik Johann Wolfgang Franck Die drey Töchter Cecrops című barokk operájához írt librettója. Ennek ősbemutatóját 1679-ben Ansbachban tartották, majd 1680-ban Hamburgban ismét műsorra tűzték. Reinhard Keiser hamburgi barokk operaszerző két művét is Aurora grófnőnek ajánlotta.
Számos költeményt írt francia és német nyelven, olykor más, „mértékadó” személyiség neve alatt. Újabb kutatások szerint Anton Ulrich von Braunschweig-Wolfenbüttel herceg (1633–1714) Römische Octavia című barokk nagyregényének több része (talán az egész regény) Aurora von Köngsmarck grófnő tollából való. A regény első három kötete 1677-ben jelent meg, később 1713-ig további öt kötettel bővült, összesen mintegy 7000 oldal terjedelmű.
1686 végén Auróra grófnő kíséretébe került egy Fatima nevű oszmán-török kislány, aki (más török leánygyermekekkel együtt) Buda 1686-os bevétele után fogolyként került Svédországba, és ajándékba adták a Köngsmarck családnak. 1686 novemberében Stockholmban megkeresztelték. Keresztanyja, Maria Aurora von Köngsmarck grófnő után a Maria Aurora nevet nyerte. Etikettre, német és francia nyelvre tanították, Auróra grófnő kísérője lett.
Anyja halála (1691) után Auróra elhagyta Svédországot és hosszabb ideig élt Hamburgban húgának, Amalie Wilhelmine von Löwenhaupt grófnénak családjánál.

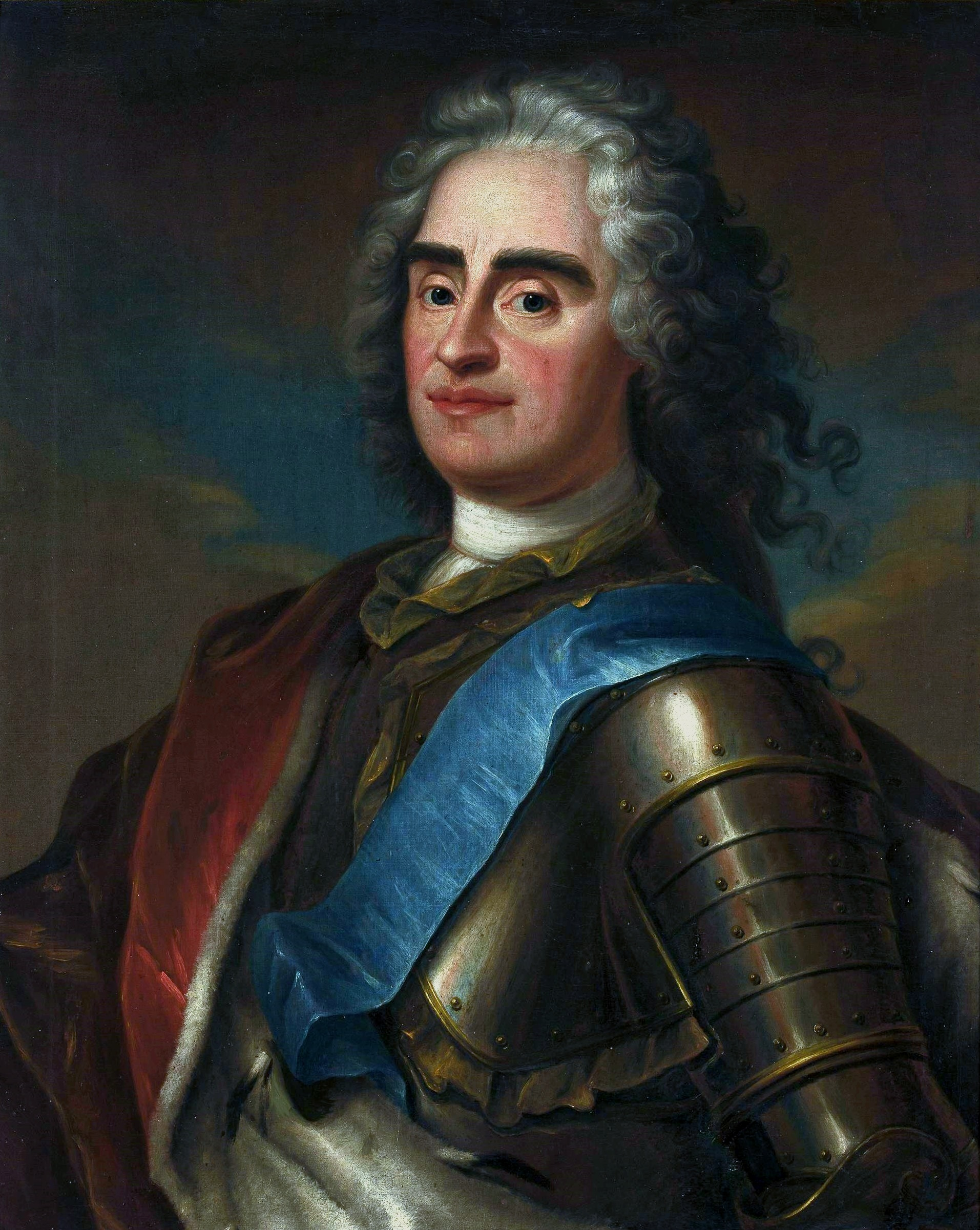
Szeretője, Erős Ágost választófejedelem

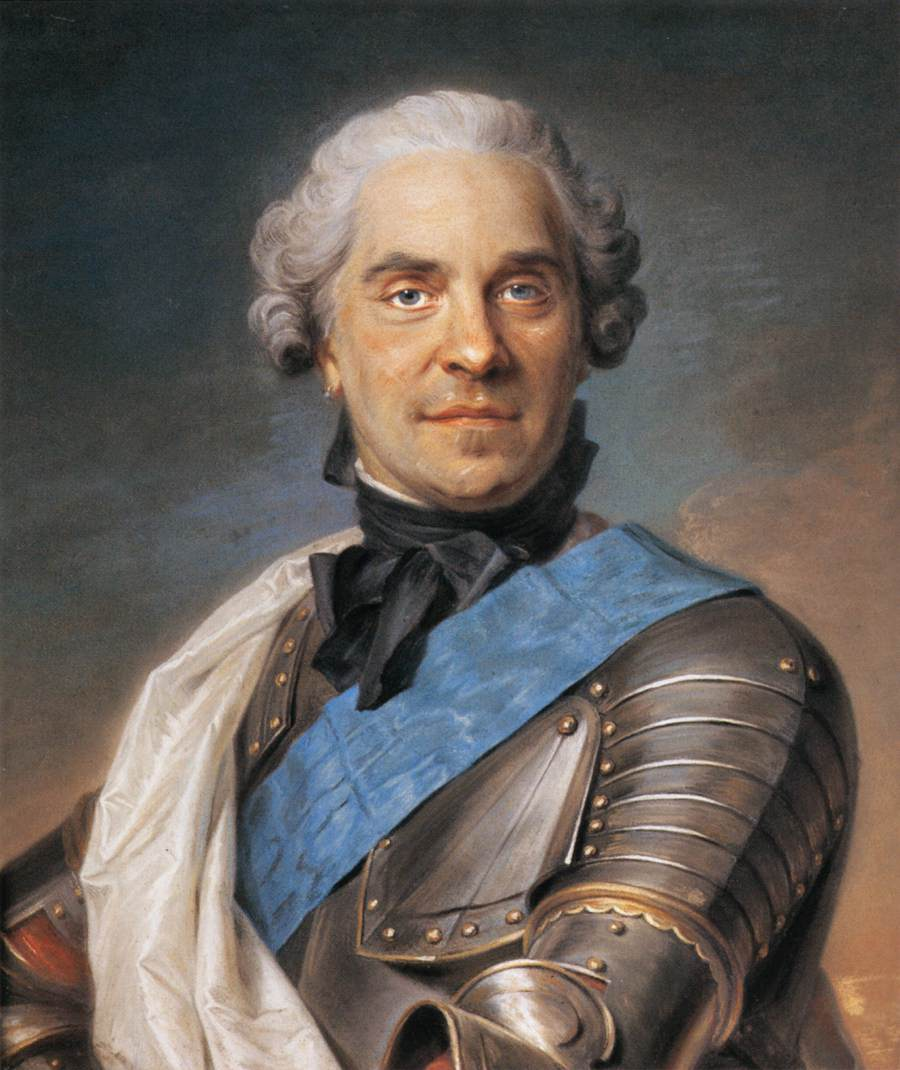
Fia, Szász Móric gróf

### Erős Ágost kegyencnője
1694-ben, öccsének eltűnése után Aurora grófnő Drezdába utazott, hogy az új (1694. április 27-én trónra lépett) választófejedelemtől, a 24 éves Frigyes Ágosttól („Erős Ágost”, később Lengyelország királya, Litvánia nagyhercege) kérjen segítséget, hogy hírt szerezhessen eltűnt öccséről, Philipp Christoph von Königsmarck hannoveri testőr ezredesről, aki Ernő Ágost hannoveri választófejedelem szolgálatában állt, és akit 1694. július 1-jén a hannoveri fejedelmi rezidencián, a Leine-palotában láttak utoljára. Közismert volt, hogy a fiatal testőrtiszt a hannoveri Georg Ludwig trónörökös herceg feleségével, Zsófia Dorottya braunschweig–lüneburgi hercegnével állt szerelmi viszonyban. Közös szökésük terve kitudódott, Königsmarck ezredest elfogták és nyomtalanul eltüntették, a házasságtörő hercegnét életfogytig tartó elzárásra ítélték. Akkoriban az eset komoly diplomáciai vihart kavart. A német fejedelmi udvarokban gyanították, hogy Köngsmarck ezredest még a palotában meggyilkolták, holttestét megsemmisítették vagy elrejtették, Georg Ludwig trónörökös hercegnek, a későbbi I. György brit királynak utasítására vagy egyetértésével. Philipp nővére, Aurora von Königsmarck grófnő arra kérte a szász választófejedelmet, vesse latba tekintélyét, és segítsen bizonyosságot szerezni öccse sorsáról, akár halálának tényéről, hogy a család fiági örökségét visszaigényelhessék. A drezdai udvarba elkísérte társalkodónője, a török Maria Aurora (Fatima) is.
A választófejedelem ekkor már hivatalosan is, és titkosügynökeivel is kerestette eltűnt tábornokát. A hannoveri udvarnak ez annyira kínossá vált, hogy a két fivér, Ernő Ágost és György Vilmos (Sophia Dorothea apósa és édesapja) panaszt emeltek I. Lipót császárnál, állítsa le Frigyes Ágost „barátságtalan lépéseit”. Frigyes Ágost azonban tovább nyomoztatott, és hivatalosan közölte Platen gróf-miniszterelnökkel, hogy biztos benne, Königsmarck tábornokot megölték vagy titkos helyen fogva tartják. Ennél többre nem jutott, a vélelmezett gyilkosságot sohasem ismerték be, Königsmarck grófot a mai napig eltűnt személyként kezelik.
Frigyes Ágost választófejedelem ekkor 24 éves volt, alig egy évvel korábban (1693-ban) vette feleségül Brandenburg–bayreuthi Krisztina hercegnőt. A hírhedten szoknyavadász fejedelemnek megtetszett neki a 32 éves szép grófnő, és rövid úton a szeretőjévé tette, lecserélve előző kegyencnőjét, Anna Eleonore von Kesselt, akit később egy Haugwitz grófhoz adott feleségül. Aurora von Königmarck grófnőt viszont megtette első hivatalos szeretőjévé (maîtresse).
1696 októberében a szász fejedelmi udvarban két fiúgyermek is született. Október 17-én Frigyes Ágost törvényes feleségének, Krisztina hercegnének első fia, (II.) Frigyes Ágost trónörökös herceg (Kurprinz), később apja utódaként választófejedelem és III. „Kövér”  Ágost néven Lengyelország királya. Tíz nap múlva, október 28-án a hercegné számára megalázó helyzet állt elő, Goslarban férjének friss szeretője, Auróra grófnő is megszülte Frigyes Ágost „természetes” fiát, Hermann Móricot, akit a fejedelem magáénak ismert el és Szászország grófjává emelt.

### Elbocsátva
A gyermekszülés után Frigyes Ágost érdeklődése Aurora iránt gyorsan alábbhagyott. 1696-ban lecserélte őt a nála 15 évvel fiatalabb Maximiliane Hiserle von Chodau-ra, Lamberg grófnőjére (1677–1738), a következő három évben ő élvezte a hivatalos fejedelmi szerető státusát. Aurora grófnő quedlinburgi evangélikus apátságba vonult vissza, ennek 1698 januárjában koadjutora (az apátnői cím várományosa) lett.
1701-ben Aurora azt is megérte, hogy hogy a nőfaló Frigyes Ágost az ő egykori társalkodónőjét, az Auroránál 19 évvel fiatalabb török Maria Aurorát (Fatimát) kerítette sorra, megtéve őt hivatalos fejedelmi szeretőnek, de 1704-ben már őt is váltotta a sorban Anna Constantia von Brockdorff birodalmi grófnő.

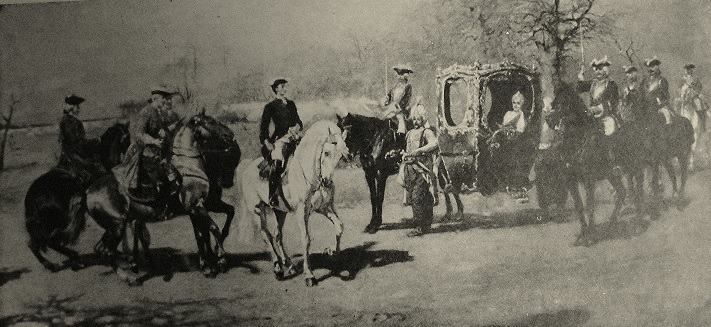
XII. Károly svéd király és Köngismarck grófnő találkozása (Wacław Pawliszak festménye, 1890-es évek)

Ezekben az években az értékes német és svéd rokoni kapcsolatokkal rendelkező grófnő több bizalmas megbízatást, közvetítést végzett. 1702-ben Frigyes Ágost, már lengyel királyként diplomáciai feladattal a Kurföldre (Lettországba) küldte, XII. Károly svéd király würgeni (ma Virga) főhadiszállására, hogy az orosz cárral háborúzó svéd király szimpátiáját valamilyen módon az oroszbarát Frigyes Ágost felé hajlítsa. A találkozó eredménytelennek bizonyult, a két uralkodó közötti ellenséges viszony változatlan maradt.

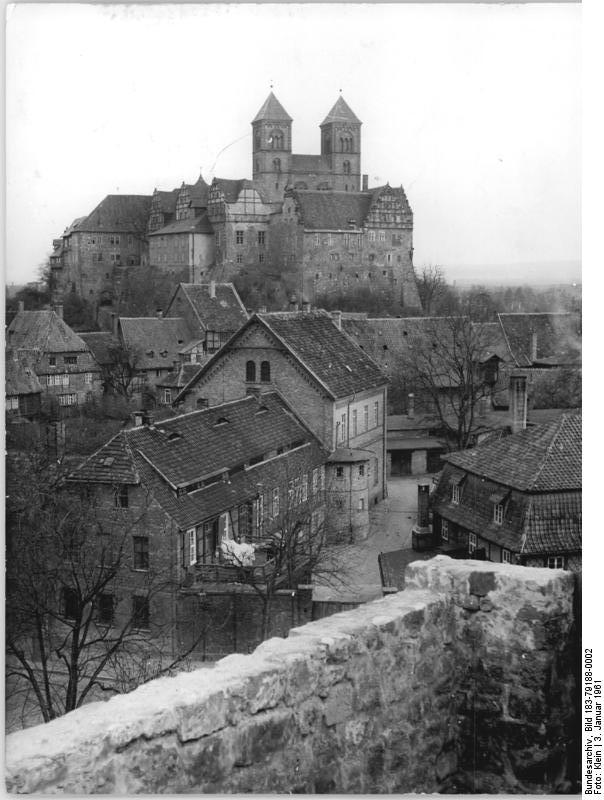
A quedlinburgi vár és apátság

1702-ben a quedlinburgi apátság főapátnő-helyettesévé, „prépostnővé” (Pröpstin) nevezték ki. 1704-ben ő lett a kolostor főapátnője, ezt a tisztséget 14 éven át, 1718-ig meg tudta őrizni. A következő években gyakran élt állomáshelyétől távol, Berlinben, Drezdában és Hamburgban.
A nagy északi háború során a győzelmes XII. Károly svéd király 1706-ban rákényszerítette Frigyes Ágostra az altranstädti békeszerződést. Aurora von Königsmarck ezután visszatért a quedlinburgi apátságba. Főapátnői tisztségét Frigyes Ágost támogatásával 1718-ig meg tudta védeni a Poroszország által támogatott Marie Elisabeth von Holstein-Gottorf hercegnő (1678–1755) igényével szemben, de 1718-ban császári utasításra át kellett adnia az apátság vezetését.
Aurora von Königsmarck grófnő 1728. február 16-án hunyt el a quedlinburgi apátság falai között. Az apátság Szent Szerváciusz templomának kriptájában nyugszik, más főapátnők mellett.
Fiát, Hermann Móric grófot a kortársak úgy írták le, hogy „arcvonásaiban, termetében, testének és jellemének erejében is igen hasonlít fejedelmi apjára.” A fiú Szász Móric (Moritz von Sachsen / Maurice de Saxe) néven jeles hadvezér lett. Harcolt Franciaország marsalljaként a spanyol örökösödési háborúban, Nagy Péter cár szolgálatában a nagy északi háborúban, velencei zászló alatt az 1714–1718-as velencei–török háborúban, Leszczyński Szaniszló érdekében a lengyel örökösödési háborúban, majd ismét francia szolgálatban az osztrák örökösödési háborúban is.

### Voltaire véleménye
Egy emberöltővel később Voltaire azt írta róla, ő II. Katalin orosz cárnő mellett „két évszázad leghíresebb asszonya”.

## Alakja szépirodalomban, filmben
- Carl Snoilsky svéd költő (1841–1903) hosszú verset írt Aurora grófnő életéről, mely Svenska bilder c. gyűjteményes kötetében jelent meg.[15]

- Helen de Guerry Simpson ausztrál írónő 1935-ben regényt írt „Tánc a halott szerelmesekért” (Saraband for Dead Lovers) címmel, amelyben Philipp Christoph von Königsmarck és Sophie Dorothea von Braunschweig-Lüneburg hercegnő tragikus szerelmét dolgozza fel, itt Aurora is feltűnik mellékszereplőként.[16] A regényből 1948-ban amerikai romantikus film készült, azonos címmel, Basil Dearden rendezésében, a főszerepben Stewart Grangerrel és Joan Greenwooddal.[17]
- Juliette Benzoni. Le sang des Koenigsmark. Tome 1. Aurore, ASIN B00GXNPTMW (francia nyelven), Kindle / Perrin (2013)
- Juliette Benzoni. Le sang des Koenigsmark. Tome 2. Fils de l’Aurore, ASIN B00GXNQ8WC (francia nyelven), Kindle / Perrin (2013)

## További információ
- Karlheinz Blaschke: Königsmarck, Aurora Gräfin von (német nyelven). Deutsche Biographie (deutsche-biographie.de, NDB). (Hozzáférés: 2020. december 25.)

- Friedrich Cramer. Denkwürdigkeiten der Gräfin Maria Aurora von Königsmark und der Königsmarkschen Familie (német nyelven) (1836)

- Otto Julius von Corvin-Wiersbitzki: Biographien historisch berühmter Maitressen: Maria Aurora, Gräfin von Königsmark (német nyelven). Wilhelm Engelmann, 1848

- Margareta Beckman. Aurora von Königsmarck : svenska bland härförare i stormaktstidens Europa (svéd nyelven). Stockholm: Svenskt militärhistoriskt bibl. (1998). ISBN 9197220949

- Beate-Christine Fiedler (2005). „Maria Aurora von Königsmarck als gefeierte Barockdichterin” (német nyelven). Quedlinburger Annalen, Quedlinburg 8 (1). ISSN 1436-7432.

- Beate-Christine Fiedler (1993). „Maria Aurora von Königsmarck, die schwedische Gräfin aus Stade” (német nyelven). Stader Jahrbuch, Stade 1991/92. ISSN 0930-8946.
- Dorothea Schröder. Maria Aurora von Königsmarck. Eine schwedische Gräfin aus Stade (német nyelven) (2011). ISBN 978-3-87697-100-1

- Rieke Buning, Beate-Christine Fiedler. Maria Aurora von Königsmarck. Ein adeliges Frauenleben im Europa der Barockzeit (német nyelven). Köln: Böhlau (2014). ISBN 978-3-412-22386-1